# Hausenklinge
Die Hausenklinge ist eine weniger als einen Kilometer lange, in den linken Hang des Steinbacher Tals eingeschnittene Waldklinge im Mainhardter Wald im nordöstlichen Baden-Württemberg. Der durch sie laufende und nach ihr benannte, etwa einen Kilometer lange Bach mündet beim Talweiler Ohnholz der Gemeinde Pfedelbach im Hohenlohekreis von links und Südwesten in die obere Ohrn.

## Geographie

### Verlauf
Der Bach entsteht in der Teilgemarkung Geißelhardt der Gemeinde Mainhardt im Landkreis Schwäbisch Hall. Dicht am nordwestlichen Ortsende von Storchsnest und am Abzweig der Stichstraße nach Hausenbühl von der Gemeindestraße Storchsnest–Haubühl entspringt in einer Baumgruppe die beständig schüttende Quelle des Bachs in einem steilen Geländeriss auf etwa 450 m ü. NHN. Das Wasser daraus fließt am noch wenig abfallenden Hochebenenrand in einer Baumreihe nordostwärts ab und passiert nach reichlich fünfzig Metern einen verschlossenen Schacht, in dem eine Pumpe dort aufstoßendes Wasser zu einem Wasserspeicher an der genannten Stichstraße hochpumpt, es speist von dort eine Hauswasserversorgung. Weniger als fünfzig Meter weiter bachabwärts mündet von Süden her ein zweiter, sogar geringfügig längerer rechter Quellast, der unmittelbar am Ortsrand von Storchsnest entspringt.
Der Bach erreicht danach schon nach etwa fünfzig Metern den Hangwald Storchsberg am linken Ohrntalhang. Im Wald läuft er leicht geschlungen und steiler in seinem nun bis zu einen Meter breiten und meist sandigen, mancherorts steinüberlagerten Bachbett, das in den Hang eingekerbt ist, etwa einen halben Kilometer lang talabwärts. Von den Flanken her speisen zuweilen kurze Rinnsale aus Sickerquellen den Bach. Zwei höhenliniengleiche Waldwege kreuzen die Bachkerbe. Am unteren Waldrand fließt von Süden her unbeständig ein etwa einen Viertelkilometer langer Hangbach zu, der in mittlerer Höhe im Hangwald entsteht.
Nach dem Waldaustritt wird der Bach in flacherem Terrain etwa dreihundert Meter lang neben, längstenteils aber verdolt unter einem Feldweg geführt, um den Spalierobstwiesen am Flusstalhang liegen. Nachdem er fünfzig Meter zuvor noch die von Schuppach im höheren Flusstal herabführende K 2360 unterquert hat, fließt der Bach gut hundert Meter südlich von Ohnholz auf etwa 292 m ü. NHN von links und Südwesten in die obere Ohrn ein, unmittelbar vor der Brücke eines den Kohlhof erschließenden Gemeindesträßchen.
Der Bach durch die Hausenklinge mündet nach einem etwa 1,0 km langen Lauf mit mittlerem Sohlgefälle von etwa 160 ‰ rund 158 Höhenmeter unterhalb seiner Quelle bei Storchsnest.

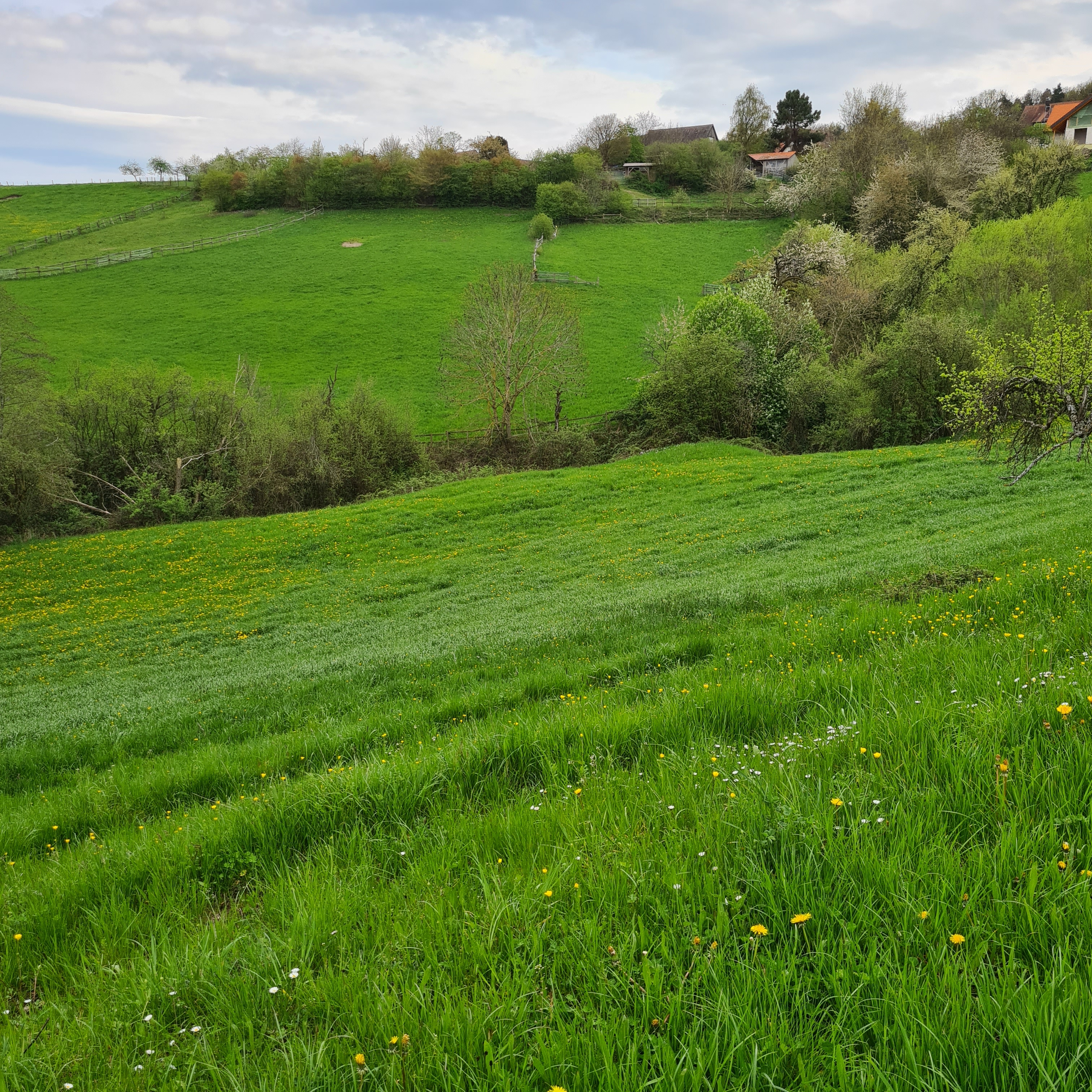
Nach dem Zusammenfluss der Quelläste
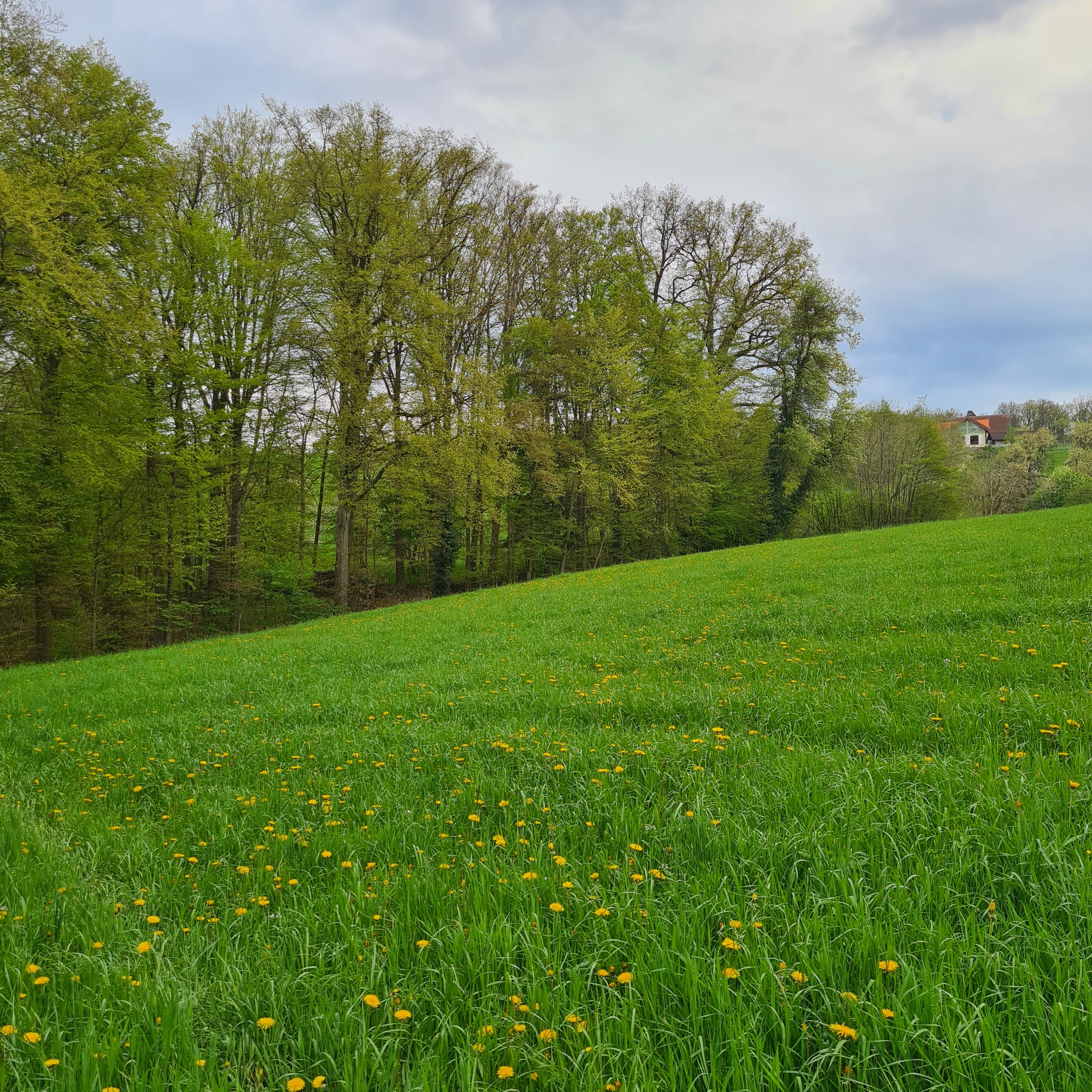
Baumgalerie vor dem Waldeintritt
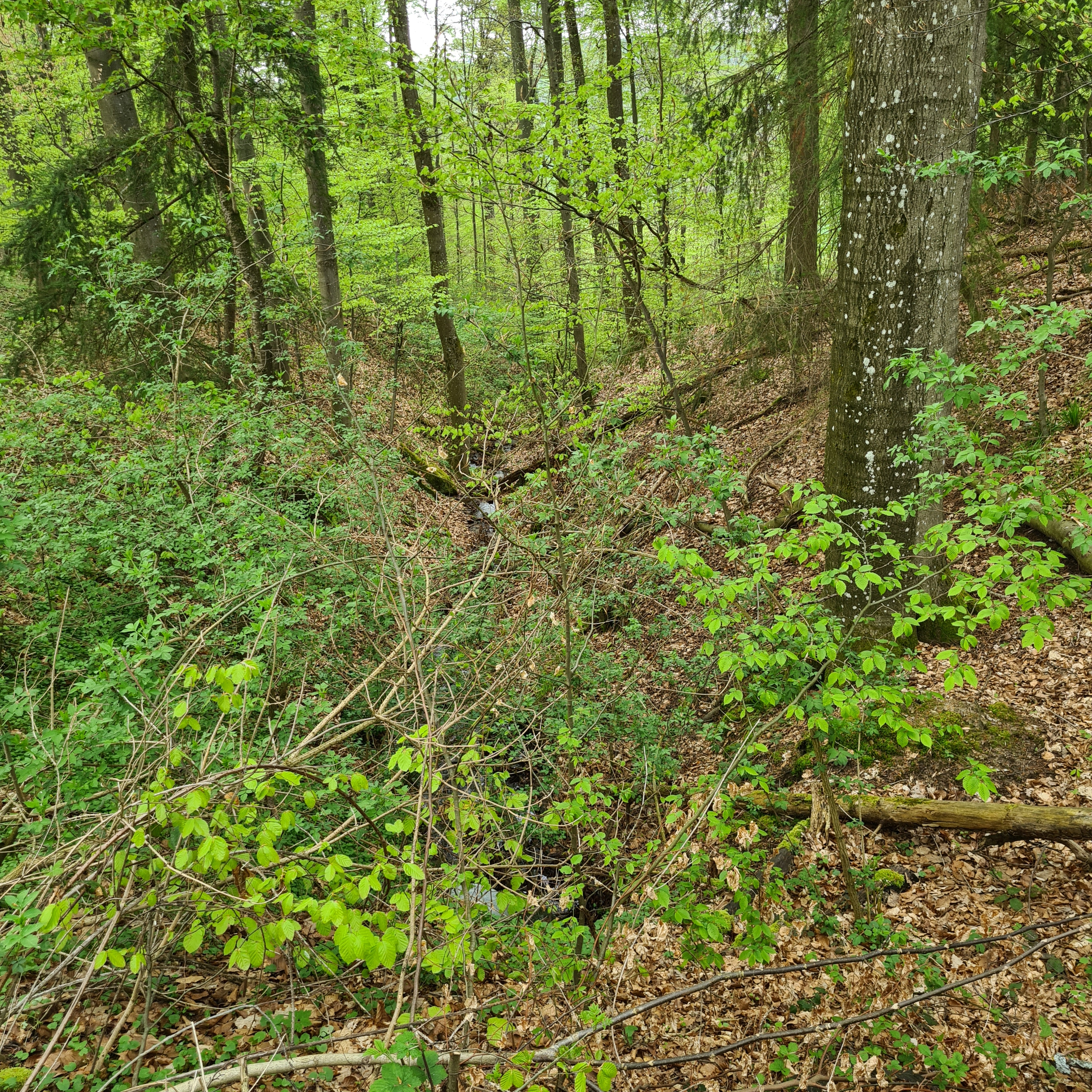
Im Wald talwärts
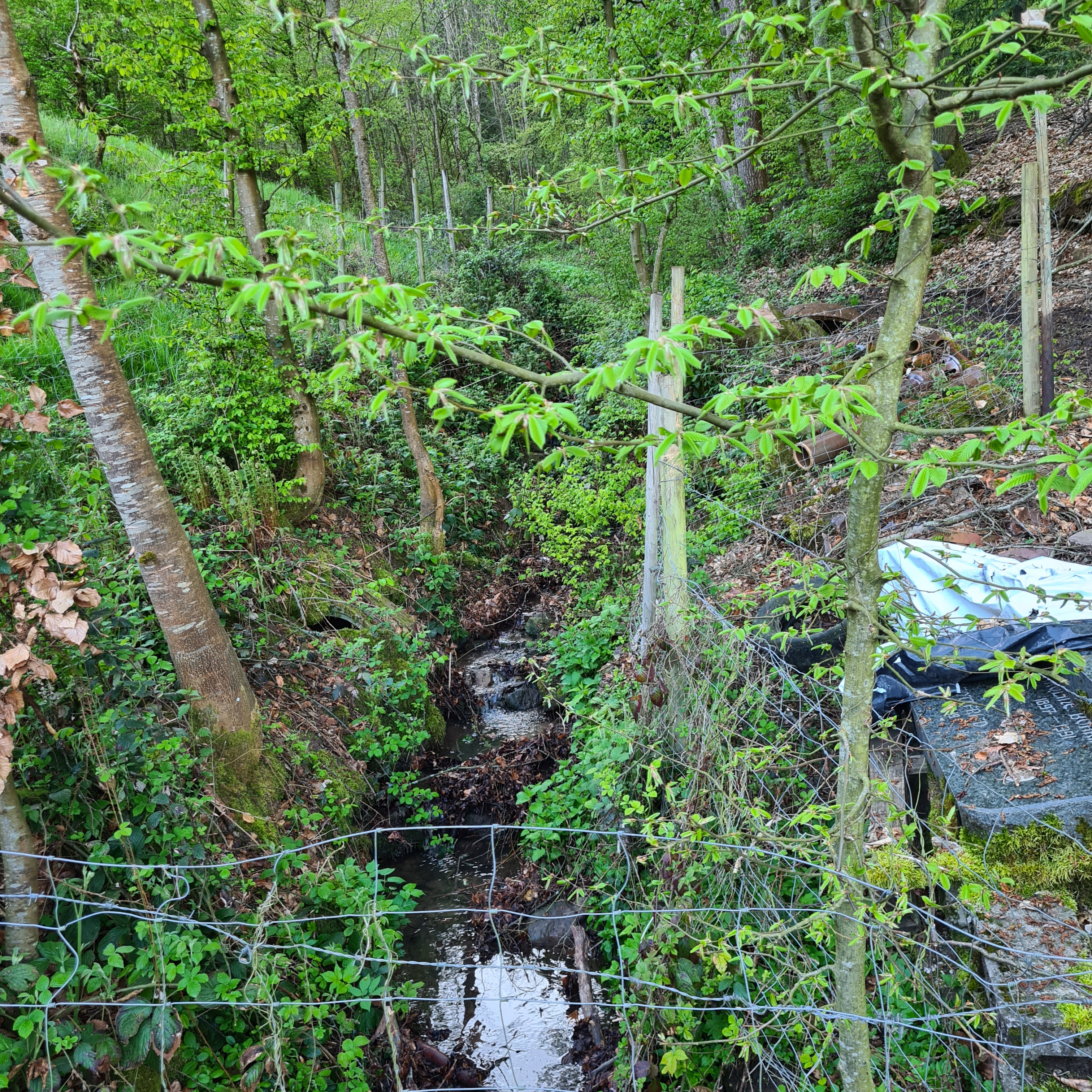
Waldauslauf
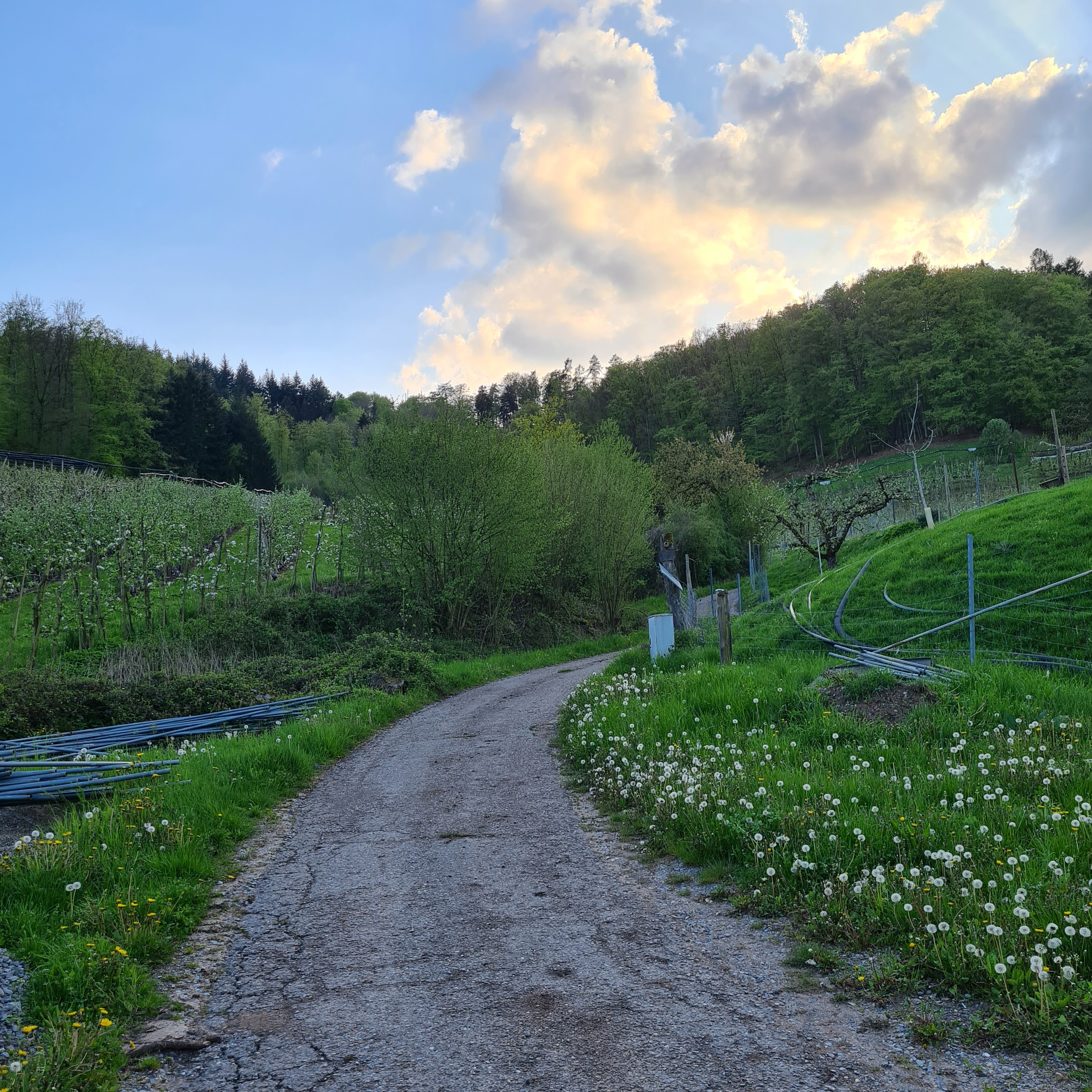
Unterlauf (verläuft größtenteils verdolt unter dem Feldweg)

### Einzugsgebiet
Die Hausenklinge hat ein etwa 0,4 km² großes Einzugsgebiet, dessen höchster Punkt an seiner Südwestspitze auf etwa 488 m ü. NHN zwischen dem ebenfalls Geißelhardter Weiler Dürrnast und Storchsnest liegt. Es gehört zur Gänze zum Hinteren Mainhardter Wald, der naturräumlich ein Teil der Schwäbisch-Fränkischen Waldberge ist. Der deutlich kleinere Gebietsanteil der Gemeinde Pfedelbach setzt schon etwas oberhalb der Obstwiesen im Hangwald ein, er liegt in der Teilgemarkung Untersteinbach, der größere am oberen Hang und auf der zumeist offenen Hochebene, wo die Wiesen dominieren, gehört zur Teilgemarkung Geißelhardt von Mainhardt. Die einzigen Orte sind der Weiler Storchsnest, durch den die rechte und östliche Wasserscheide zum Bach durch die Schleifsteinklinge, und der Einzelhof Hausenbühl, durch den die linke und westnordwestlichen Wasserscheide zum Lohklingenbach verläuft.

### Zuflüsse
Liste der Zuflüsse von der Quelle zur Mündung. Auswahl.
- Passiert einen Pumpenschacht. ⊙
- (Anderer Quellast), von rechts und Süden auf etwa 435 m ü. NHN[LUBW 1] noch in der Baumreihe an der Hochebeneneinsenkung ⊙, über 0,1 km[LUBW 5] und unter 0,1 km².[LUBW 3] Entspringt auf etwa 453 m ü. NHN[LUBW 1] am Hinterhof des nordwestlichsten Anwesens von Storchsnest. ⊙
- (Hangbach), von rechts und Süden auf etwa 323 m ü. NHN[LUBW 1] am unteren Hangwaldrand, unter 0,3 km[LUBW 5] und unter 0,1 km².[LUBW 3] Entsteht auf etwa 400 m ü. NHN[LUBW 1] nordöstlich unter Storchsnest im Hangwald. Unbeständig.

## Geologie
Die höchste lokale geologische Schicht des im Keuperbergland liegenden Einzugsgebietes ist der Stubensandstein (Löwenstein-Formation) auf der Hochebene um Storchnest und Hausenbühl. Darunter streichen am Waldhang die tieferen Mittelkeuper-Schichten Obere Bunte Mergel (Mainhardt-Formation), Kieselsandstein (Hassberge-Formation), Untere Bunte Mergel (Steigerwald-Formation) und ein schmales Band von Schilfsandstein (Stuttgart-Formation) aus, ehe vom unteren Hangwald bis zur Mündung der Bach im Gipskeuper (Grabfeld-Formation) läuft. In der Talrinne sind diese Schichten von Anfang bis Ende durch ein schmales holozänes Schwemmlandband überlagert.

## Schutzgebiete
Der Untersteinbacher Gebietsanteil gehört zum Landschaftsschutzgebiet Steinbacher Tal mit Randgebieten (Oberes Ohrntal), das ganze Einzugsgebiet liegt im Naturpark Schwäbisch-Fränkischer Wald.

## Tourismus
Der Frankenweg (Hauptwanderweg 8) des Schwäbischen Albvereins quert die Südwestspitze des Einzugsgebietes oberhalb der Bachquelle zwischen Storchsnest und Haubühl auf seiner Etappe zwischen Schuppach im Ohrntal und Brettach im Brettachtal.

### LUBW
Amtliche Online-Gewässerkarte mit passendem Ausschnitt und den hier benutzten Layern: Bachlauf durch die Kressenklinge und deren Einzugsgebiet

Allgemeiner Einstieg ohne Voreinstellungen und Layer: Daten- und Kartendienst der Landesanstalt für Umwelt Baden-Württemberg (LUBW) (Hinweise)
1. 1 2 3 4 5 6 7  Höhe nach dem Höhenlinienbild auf dem Hintergrundlayer Topographische Karte.
2. ↑  Länge nach dem Layer Gewässernetz (AWGN), ergänzt um ein kleines, auf der Gewässerkarte nicht berücksichtigtes Anfangsstück, das auf dem Hintergrundlayer Topographische Karte abgemessen wurde.
3. 1 2 3  Einzugsgebiet abgemessen auf dem Hintergrundlayer Topographische Karte.
4. ↑  Natur teilweise nach dem Layer Geschützte Biotope.
5. 1 2  Länge abgemessen auf dem Hintergrundlayer Topographische Karte.
6. ↑  Schutzgebiete nach den einschlägigen Layern.

### Andere Belege
1. ↑  Der Pumpenschacht ist auf dem
  - Meßtischblatt 6823 Pfedelbach von 1932 in der Deutschen Fotothek

in Blau mit dem Kürzel „P.Wk.“ beschriftet.
2. ↑  Wolf-Dieter Sick: Geographische Landesaufnahme: Die naturräumlichen Einheiten auf Blatt 162 Rothenburg o. d. Tauber. Bundesanstalt für Landeskunde, Bad Godesberg 1962. → Online-Karte (PDF; 4,7 MB)
3. ↑  Geologie nach den Layern zu Geologische Karte 1:50.000 auf: Mapserver des Landesamtes für Geologie, Rohstoffe und Bergbau (LGRB) (Hinweise). Ein ähnliches Bild bietet die unter → Literatur aufgeführte geologische Karte.